# Ectobius involutus
Ectobius involutus es una especie de cucaracha del género Ectobius, familia Ectobiidae.

## Distribución
Esta especie se encuentra en Sudáfrica, Namibia, Botsuana y Zimbabue.